# 프랑코 정권
프랑코 정권 혹은 프랑코 독재정권(스페인어: dictadura franquista 딕타두라 프랑키스타[*])은 스페인 내전에서 승리한 프란시스코 프랑코가 스페인 제2공화국을 해체하고 수립한 스페인 정부이다. 프랑코는 집권 이후 파시즘과 보수주의에 기반을 둔 무자비한 철권통치로 국정을 운영하였다. 공식적인 명칭은 스페인국(스페인어: Estado Español 에스타도 에스파뇰[*])이다.

## 스페인 내전
1936년 프란시스코 프랑코는 스페인 제2공화국의 토지개혁에 반대하는 보수 세력과 파시스트들을 이끌고 반란을 일으켰다. 이로 인해 벌어진 스페인 내전을 통해 승리한 프랑코는 1939년 4월 1일 내전의 종결을 선언하였다.

## 정체
프랑코 정권은 내전 기간 동안 아돌프 히틀러 치하의 나치 독일, 베니토 무솔리니 치하의 이탈리아 왕국으로부터 지원을 받았고 스페인의 파시즘 정당인 팔랑헤와 동맹을 맺었다. 프랑코는 애초에 반공주의 이외의 정치적 입장이 분명하지는 않았으나 내전을 거치면서 파시즘을 정치 이념으로 내세우게 되었다. 또한 종교적으로는 로마 가톨릭을 지지하였다.
정부의 조직은 스페인 의회를 바탕으로 하고 있었으나 정당 활동의 자유가 없었고 프랑코 스스로 종신 총통에 취임하여 권위주의적인 지배를 하였다.

## 제2차 세계 대전
1939년 9월 제2차 세계대전이 발발하고 1940년 6월 프랑스가 붕괴하자 스페인은 추축국 편에 서 독일에 해군력을 지원하였고 나치에 저항 군인과 탈출하던 군인들을 돌려 보냈다. 이 대가로 나치는 상응할 만한 군력을 제공하여 내전 동안 폭탄을 지원했다.
아돌프 히틀러는 1940년 10월 23일 앙다예에서 만나 추축국에 스페인이 가담할 것인가에 대한 여부를 논의했고 프랑코 측은 내전 이후 붕괴한 경제와 군대를 복구하기 위해 식량과 군사 지원을 요구하였으며, 지브롤터, 프랑스령 북아프리카, 카메룬, 모로코와 같이 광대한 영토 요구 조건을 달아 어떤 합의도 이뤄지지 못했다. 협의가 이뤄지지 못하자 스페인 내 독일의 광산권 채굴 공방이 나타난다. 일부 역사가들은 프랑코가 전쟁에서 히틀러가 결코 물러나지 않을 것임을 알았을 것으로 주장하기도 한다. 그러나 한편으로는 그가 단순히 독일에 어떠한 이득도 제공할 필요가 없었기에 그랬을 것으로 보인다고 주장한다. 프랑코는 소비에트 연방에 대적할 때 동부 전선으로 추축국 군대 측에 병력을 파견했다. 당시 파견 부대의 이름은 청색부대(스페인어: División Azul)이었고 이는 팔랑헤 당의 당기 색을 따른 것이다. 프랑코는 1944년 독일의 우세가 꺾여 불리해지자 완전 중립으로 돌아섰다. 그러나 2차대전에 많은 병력을 동원하지 않은 쿠바 출신의 풀헨시오 바티스타는 스페인 프랑코 정권 붕괴를 위해 라틴아메리카-미국 연합을 제안했다.

## 고립
전쟁이 끝나자 연합국 측은 스페인이 추축국의 편에 섰다는 이유로 유엔에 가입하려는 의사를 거부한다. 프랑코 정부는 서방 국가들 뿐 아니라 소비에트 연방의 입장에서도 유럽의 파시즘 일로에 서 있는 잔류 세력에 불과했다. 이러한 상황 속에서 프랑코 정부 비판 의결문이 통과되었고 결의안은 스페인 대사를 추방할 것을 요구하는 한편 각국 정부가 묵묵부답일 경우 불이익을 줄 방안도 강구했다. 이런 요구에 대해 포르투갈과 아일랜드, 일부 라틴 아메리카와 아시아 국가들만이 이행을 거부했다.
2차 대전 이후에 스페인의 경제는 피폐했다. 배급 카드가 1952년까지 쓰였으며 전쟁과 경제 위기는 팔랑헤 지지 세력으로 하여금 경제 자립 정책을 강구하도록 유도했다. 수입 감소와 자기 충족, 국영 생산과 1차 생산물의 상업 국유화, 건설 및 인프라 구축의 국유화 등이었다. 프랑코 정권은 1951년 6명의 미국 기자를 추방하여 압제 정권임을 스스로 자인하는 행태를 보였다.